# Pons Probi
De Pons Probi (Brug van Probus) was een brug over de Tiber in het oude Rome.
De Pons Probi verbond de Aventijn met de huidige wijk Trastevere. De brug werd gebouwd tijdens de regering van keizer Probus (276-282). Mogelijk hield dit verband met de graanhervormingen van keizer Aurelianus, de voorganger van Probus, waarbij veel nieuwe voorraadgebouwen en fabrieken in deze regio werden gebouwd.
In 374 was er een zware overstroming van de Tiber, die de brug waarschijnlijk grote schade toebracht. Tussen 381 en 387 werd de brug gerenoveerd of geheel herbouwd onder de keizers Theodosius en Valentinianus II. De brug stond daarna tot in de middeleeuwen bekend als de Pons Novus (nieuwe brug) en als de Pons marmoreus Theodosii
De brug werd in de 11e eeuw gedeeltelijk verwoest en de restanten werden in 1484 geheel afgebroken in opdracht van Paus Sixtus IV. Restanten van de pijlers van de brug waren tot de jaren 1870 zichtbaar als het water in de Tiber extreem laag stond. Bij de constructie van de hoge Tiberoevers in 1878 werden de laatste restanten van de Pons Probi verwijderd.

## Referentie
- R. Taylor, The waters of Rome, Occasional Papers, no. 2, June 2002 - Tiber river bridges and the development of the ancient city of Rome
- S.B. Platner, A topographical dictionary of ancient Rome. Art. Pons Probi, London 1929